# گری لیل
لزلی گری لیل (به انگلیسی: Leslie Gary Leal) (متولد ۱۸ مارچ ۱۹۴۳، زاده بلینگهام، واشینگتن) حائز مرتبه دکترای وارن و کاترین شلینگر و عضو هیئت علمی دانشکده مهندسی شیمی دانشگاه کالیفرنیا در سانتاباربارا است. دلیل شهرت علمی وی، تحقیقات بر روی دینامیک سیالات مرکب است. او هم‌چنین در سال ۲۰۰۲ برنده جایزه دینامیک سیالات شد.